# Albibarbefferia sagax
Albibarbefferia sagax là một loài ruồi trong họ Asilidae. Albibarbefferia sagax được Williston miêu tả năm 1901. Loài này phân bố ở vùng Tân nhiệt đới.